# 埃尔泽
埃尔泽（法語：Érezée）是比利时瓦隆大区盧森堡省馬爾什昂法梅訥區的一个市镇，位于阿登地区，通行法语，是比利时法语社群的一部分，面积78.44平方千米，人口3,228人（2018年1月1日）。